# Березит
Берези́т (по названию Берёзовского месторождения на Урале) — метасоматическая горная порода, состоящая из кварца (25—50 %), альбита (5—25 %), серицита (10—15 %), карбоната (до 10 %) и обогащенная пиритом. Березит — признак золоторудных месторождений. 
Березит образуется в результате низкотемпературных метасоматических изменений пород гранитного состава под влиянием гидротермальных растворов кислотной стадии выщелачивания. Имеет твердость 4,5.